# Vandeleuria
Vandeleuria is een geslacht van knaagdieren uit de muizen en ratten van de Oude Wereld dat voorkomt van India en Sri Lanka tot Vietnam. Het geslacht is waarschijnlijk het nauwste verwant aan geslachten als Chiropodomys, Micromys en Vernaya, maar zeker is dat allerminst. Er zijn fossiele tanden van deze dieren bekend vanaf het Laat-Plioceen.
Deze dieren hebben geen klauw aan de vijfde vingers en tenen. Op de M1 en M2 (eerste en tweede bovenkies) is de knobbel t7 behouden gebleven.
Er zijn drie soorten:
- Vandeleuria nilagirica (West-Ghats van India)
- Vandeleuria nolthenii (hooglanden van Sri Lanka)
- Vandeleuria oleracea (laaglanden van Sri Lanka; India tot Vietnam)

V. nilagirica en V. nolthenii worden vaak in V. oleracea geplaatst. Ze verschillen in een aantal vacht- en schedelkenmerken van de veel algemenere V. oleracea.